# Хиджборак
Хиджборак (тадж. Ҳиҷборак) — деха́ (сельский населённый пункт) в Раштском районе РРП Таджикистана. Входит в состав сельской общины (джамоата дехота) Хиджборак, его административный центр. Расстояние от села до центра района (пгт Гарм) — 20 км. Население — 1195 человек (2017 г.), таджики. Население в основном занято сельским хозяйством (животноводство и растениводство). Земли орошаются главным образом водами горных источников.